# سرهی دانیلچنکو
سرهی دانیلچنکو (اوکراینی: Сергій Данильченко؛ زادهٔ ۲۷ آوریل ۱۹۷۴) بوکسور اهل اوکراین است.